# Tania Raymonde
Tania Raymonde Helen Katz (Los Ángeles, California; 22 de marzo de 1988), más conocida como Tania Raymonde, es una actriz estadounidense. Su primer gran papel fue en la serie Malcolm in the Middle, donde interpretó a Cynthia, un personaje recurrente entre 2000 y 2002.

## Biografía
Su madre es francesa y su padre es un estadounidense de ascendencia polaca.

## Carrera
En 2002 actuó en la película Children on Their Birthdays y en 2003 hizo el papel de Lauren O'Keefe en The O'Keefes durante siete episodios. Ha aparecido en varias series, entre ellas: Providence, Los Hermanos García, The Nightmare Room: Scareful What You Wish For, That's So Raven, The Guardian y NCIS. Sus papeles más importantes han sido en Malcolm in the Middle, con el personaje de Cynthia, apareciendo en cinco episodios entre 2000 y 2002; y su papel de Alex Rousseau en la serie de televisión Lost. También ha aparecido en las películas: The Other Side of the Tracks (2008), Elsewhere (2007), Japan (2007), Chasing 3000 (2006) y The Garage (2006). En 2006, escribió, editó y dirigió el cortometraje Cell Division, que ganó un premio en The Fort Lauderdale International Film Festival.
En 2007 apareció en el video musical de la canción «Won't Go Home Without You» de Maroon 5, y en 2009 en el video musical «I Couldn't Love You», de la banda Cursive.  En 2009 participó en el episodio final de la temporada (episodio 171) de la serie Law & Order: Criminal Intent como la hija de un terrorista de la banda Baader-Meinhof. En 2015 se unió al elenco recurrente durante el último episodio de la segunda temporada de la popular serie The Last Ship, donde interpretó a Valerie "Val" Raymonde hasta el inicio de la tercera temporada en 2016. Tiene una participación en la temporada 3 de El abogado del Lincoln como Trina Rafferty

## Filmografía

### Cine
| Año  | Título                                     | Papel                | Notas                |
| ---- | ------------------------------------------ | -------------------- | -------------------- |
| 2002 | Children on Their Birthdays                | Lily Jane Bobbit     |                      |
| 2006 | The Garage                                 | Bonnie Jean / B. J.  |                      |
| 2008 | Japan                                      | Mae                  |                      |
| 2008 | The Other Side of the Tracks               | Amelia               |                      |
| 2008 | Foreign Exchange                           | Anita Duarte         |                      |
| 2009 | GoodSam and Max                            | Sam                  | Cortometraje         |
| 2009 | Elsewhere                                  | Jillian              |                      |
| 2009 | The Immaculate Conception of Little Dizzle | Ethyl                |                      |
| 2009 | Wild Cherry                                | Helen McNicol        |                      |
| 2009 | Still Waiting...                           | Amber                |                      |
| 2010 | Chasing 3000                               | Kelly                |                      |
| 2011 | Trophy Kids                                | Tiffany              |                      |
| 2011 | Chillerama                                 | Zelda                | Segmento: "Wadzilla" |
| 2011 | Losers Take All                            | Wendy Horowitz       |                      |
| 2012 | Crazy Eyes                                 | Autumn               |                      |
| 2012 | Blue Like Jazz                             | Lauryn               |                      |
| 2012 | Hatching Max                               | Shell                | Cortometraje         |
| 2013 | Jodi Arias: Dirty Little Secret            | Jodi Arias           | Película para TV     |
| 2013 | Texas Chainsaw 3D                          | Nikki                |                      |
| 2017 | Dirty Lies                                 | Amber                |                      |
| 2019 | Cliffs of Freedom                          | Anna Christina       |                      |
| 2019 | Bad Art                                    | Jordana              |                      |
| 2020 | Deep Blue Sea 3                            | Dr. Emma Collins     |                      |
| 2023 | Walden                                     | Detective Sally Hunt |                      |
| 2024 | Futra Days                                 | Nichole Chase        |                      |

### Series
| Año       | Título                                     | Papel                     | Notas                                                             |
| --------- | ------------------------------------------ | ------------------------- | ----------------------------------------------------------------- |
| 2000      | Providence                                 | Alice / Joven Syd         | Episodio: "Syd in Wonderland" Acreditada como Tania Raymonde Katz |
| 2000      | Los Hermanos García                        | Nicole                    | Episodio: "No hablo español"                                      |
| 2000-2002 | Malcolm in the Middle                      | Cynthia Sanders           | 4 episodios                                                       |
| 2001      | The Nightmare Room                         | Beth                      | Episodio: "Scareful What You Wish For"                            |
| 2003      | That's So Raven                            | Carly                     | Episodio: "Saving Psychic Raven"                                  |
| 2003      | The O'Keefes                               | Lauren O'Keefe            | Episodios desconocidos                                            |
| 2003      | The Guardian                               | Petra                     | Episodio: "Big Coal"                                              |
| 2005      | NCIS: Naval Criminal Investigative Service | Anna Real                 | Episodio: "An Eye for an Eye"                                     |
| 2006      | Medium                                     | Taylor Greene             | Episodio: "S.O.S."                                                |
| 2006-2010 | Lost                                       | Alex Rousseau             | 18 episodios                                                      |
| 2008      | The Cleaner                                | Nika                      | Episodio: "Five Little Words"                                     |
| 2008      | CSI: NY                                    | Laura Roman               | Episodio: "The Cost of Living"                                    |
| 2008-2009 | Cold Case                                  | Frankie Rafferty          | 8 episodios                                                       |
| 2009      | Bones                                      | Lexi                      | Episodio: "Mayhem on a Cross"                                     |
| 2009      | Law & Order: Criminal Intent               | Birgit Kaspers            | Episodio: "Revolution"                                            |
| 2009      | Crash                                      | Roxanne Thigpen           | 2 episodios                                                       |
| 2010      | The Forgotten                              | Sarah Poole               | Episodio: "Mama Jane"                                             |
| 2010      | Look                                       | Courtney                  | 3 episodios                                                       |
| 2011      | Hawai 5.0                                  | Melanie Ayres             | Episodio: "Ma'eme'e"                                              |
| 2012      | Death Valley                               | Carla Rinaldi             | Protagonista                                                      |
| 2012      | Sensación de vivir: La nueva generación    | Sonia                     | 3 episodios                                                       |
| 2012-2013 | Cambiadas al nacer                         | Zarra                     | 8 episodios                                                       |
| 2013      | Chicago Fire                               | Nicole Sermons            | 2 episodios                                                       |
| 2014      | The Big Bang Theory                        | Yvette "the Vet"          | Episodio: The Locomotive Manipulation                             |
| 2014      | Intelligence                               | Emily Tyner               | Episodio: "Secrets of the Secret Service"                         |
| 2015      | CSI                                        | Tina Ellis - Superheroína | Episodio: "Hero to Zero"                                          |
| 2015      | The Last Ship                              | Valerie Raymond           | 4 episodios                                                       |
| 2016-2021 | Goliath                                    | Brittany Gold             | 31 episodios                                                      |
| 2023      | S.W.A.T.                                   | Abby                      | 1 episodio                                                        |
| 2023      | NCIS: Naval Criminal Investigative Service | Chloe Marlene             | Episodio: "Evil Eye"                                              |
| 2023      | Para toda la humanidad                     | Athena                    | 1 episodio                                                        |
| 2024      | El abogado del Lincoln                     | Trina Rafferty            | 3 episodios                                                       |

### Videoclips
| Año  | Título                    | Artista  | Notas |
| ---- | ------------------------- | -------- | ----- |
| 2007 | Won't Go Home Without You | Maroon 5 |       |
| 2011 | Red Alert                 | Arshad:  |       |